# ナーセル・カラ
ナーセル・カラ（Nasser Kara）は、マラウイの元政治家である。2002年に自身が所有する自動車の運転手を殺害した罪で死刑判決を受けた。

## 概要
カラは、マラウイの元国民議会議員であり、野党であるマラウイ会議党に所属していた。
2002年の初め、カラが公訴局長官であったときに、彼の妻であったリウォリ・カラ（Liwoli Kara）と友人のチムウェムウェ・カムフォソ（Chimwemwe Kamfoso）が行方不明となった。それから二ヵ月後、カラの所有するメルセデス・ベンツと運転手の遺体が川で発見された。
その他の遺体の捜索が数週間に渡って行われた後、カラは2002年5月に逮捕され、取調べの後に警察は"カラが妻、運転手、およびカムファソ殺害を認めた"との内容の調書を作成した。カラと2人の護衛、チャールズ・クレメカ（Charles Kulemeka）とフィリップ・シンゴ（Phillip Singo）は、マラウイ中部州の都市であるサリマでカラの運転手を殺害した容疑で裁判を受けた。なお、マラウイの法律では遺体が発見されない場合、事件から7年間は殺人容疑で起訴できないため、死体が発見されなかった妻と友人に対する殺人容疑はこの裁判で扱われなかった。2004年2月、カラは陪審員により有罪判決を受け、絞首刑を宣告された。その一方、護衛は無罪とされた。カラは、マラウイの国会議員として死刑判決を受けた最初の人物となった。
カラは現在、リロングウェの郊外にあるマウラ（Maula）のゾンバ中央刑務所で、死刑囚監房に収監されている。なお、1992年以降マラウイでは死刑の執行を行っていない。